# Kånna kyrka

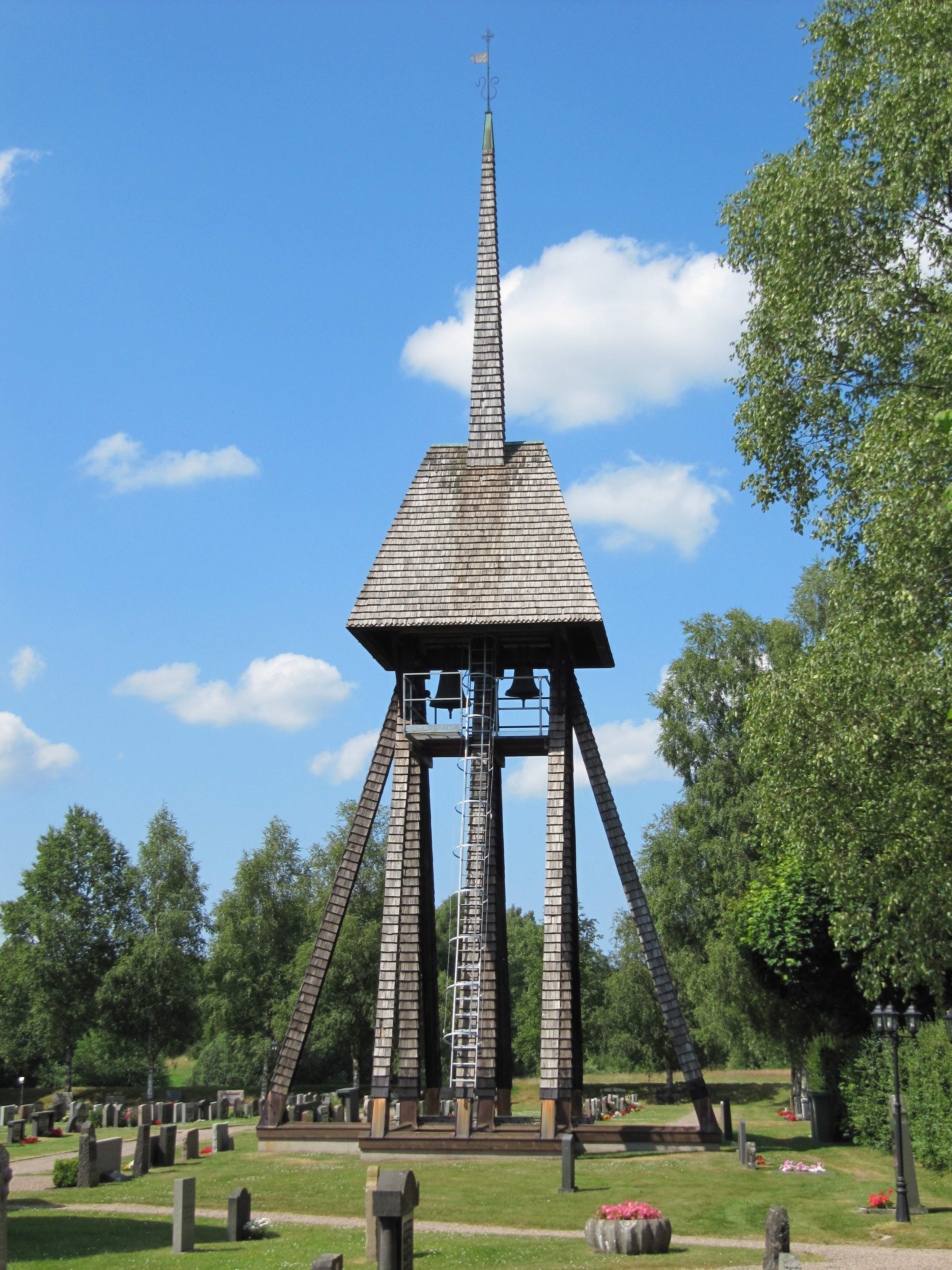
Klockstapeln

Kånna kyrka är en kyrkobyggnad som tillhör Södra Ljunga församling i Växjö stift. Kyrkan ligger vid Lagans strand i samhället Kånna sex kilometer söder om Ljungby. Kyrkogården har en ingång vid östra sidan försedd med stiglucka. Invid allén till kyrkan finns ett församlingshem som invigdes 1972.

## Kyrkobyggnaden
Kyrkan uppfördes troligen vid senare delen av 1100-talet. Den består av långhus med utbyggt vapenhus i väster och kor med absid i öster. Norr om koret finns en vidbyggd sakristia. Koret är daterat till 1174 och hörde troligen till en tidigare träkyrka på platsen. Nyligen gjorda fynd pekar på att en stavkyrka har funnits på samma plats. Nuvarande långhus är daterat till 1180.
Vid mitten av 1800-talet revs klockstapeln och kyrkan fick en tornhuv för klockorna.  Kyrkan eldhärjades 1947. Vid restaureringsarbetet efter branden gjordes upptäckten att kyrkan ursprungligen varit dekorerad med kalkmålningar. Inredningen återställdes med  delvis nya inventarier.
1964 revs tornhuven och kyrkans ursprungliga form återställdes. En ny tjärad klockstapel uppfördes.
Förr i tiden var sannolikt hela kyrkans tak täckt av bly. Numera har bara absiden blytak. Detta göts om 2003.
Interiören är välbevarad sedan den romanska tiden. Innertaket är ett platt trätak. Långhus och kor skiljs åt av en triumfbåge som har målningar från 1200-talet. Målningarna framställer de saliga i Abrahams sköte.

## Inventarier
- Dopfunten av sandsten är från 1200-talet.
- Predikstolen tillverkades på 1600-talet.
- En träsnidad altartavla är från 1700-talet. Dess motiv är nattvardens instiftelse. På ömse sidor står två människoskulpturer symboliserande Tron och Hoppet.
- Ett krucifix är en kopia av ett romanskt triumfkrucifix som förvaras på Historiska museet i Stockholm.
- Altarringen är tillverkad 1947-48.
- Öppen bänkinredning  tillkom 1947-48.
- Orgelläktare blev uppbyggd 1947-48.

## Orgel
- 1890 bygger Carl Elfström, Ljungby en orgel med 4 stämmor.
- 1930 byggdes en orgel med 8 stämmor av Carl Elfström, Ljungby.
- 1956 byggdes en ny orgel med 11 stämmor av Wilhelm Hemmersam, Köpenhamn.
- 1985  ersattes Hemmersams orgel av en ny byggd av Västbo Orgelbyggeri, Långaryd. Orgeln är mekanisk.

| Huvudverk I   | Svällverk II      | Pedal      | Koppel |
| Rörgedackt 8´ | Spetsgamba 8´     | Subbas 16´ | I/P    |
| Principal 4´  | Rörflöjt 4´       |            | II/P   |
| Blockflöjt 2´ | Principal 2´      |            | II/I   |
| Mixtur 2 chor | Nasat 1 1/3'      |            |        |
|               | Crescendosvällare |            |        |

### Webbkällor
- Södra Ljunga församling
- Historiska museet:bildvärld 910616M1       Kalkmålningar från 1200-talet
- Historiska museet: Medeltidens bildvärld 950508S6        Krucifix
- Riksantikvarieämbetet, Kånna kyrka